# 그레이스 핍스
그레이스 빅토리아 핍스(Grace Victoria Phipps, 1992년 5월 4일 ~ )는 한때 그레이스 핍스(Grace Phipps)로 알려졌던 미국의 배우, 가수이다. 현재 그레이시 길럼(Gracie Gillam)이란 예명으로 활동하고 있다.

## 출연 작품

### 영화
- 더 나인 라이브즈 오브 클로이 킹 (2011)
- 틴 비치 무비 (2013)
- 다크 썸머 (2015)
- 테일즈 오브 할로윈 (2015)
- 썸 카인드 오브 헤이트 (2015)
- 틴 비치 무비 2 (2015)

### 텔레비전
- 뱀파이어 다이어리 (2012-13)
- 수퍼내추럴 (2013)
- 하와이 파이브-0 (2015)
- CSI: 사이버 (2015)
- 스크림 퀸스 (2015)
- Z 네이션 (2017-18)